# 猿丸神社
猿丸神社（さるまるじんじゃ）は、京都府綴喜郡宇治田原町にある神社。社格は旧無格社。瘤取り（がん封じ）の効験あらたかと喧伝されており、近畿一円から参詣者が訪れる。

## 祭神
- 猿丸大夫

## 歴史
創建年代等については不詳であるが、正保2年（1645年）に社殿が再建されたと伝えられる。「奥山に紅葉踏み分け鳴く鹿の　声聞く時ぞ秋は悲しき」の歌で 有名な猿丸大夫（さるまるだゆう）は古来、歌道の神として崇められ、その徳を慕う多くの文人墨客がこの地を訪ね崇敬した。近世に入り、瘤取りの神、癌封じの神として信仰されている。

## 行事
- 例祭（4月13日・9月13日）
- 火焚き祭（6月13日・12月13日）
- 縁日（毎月13日）

## その他

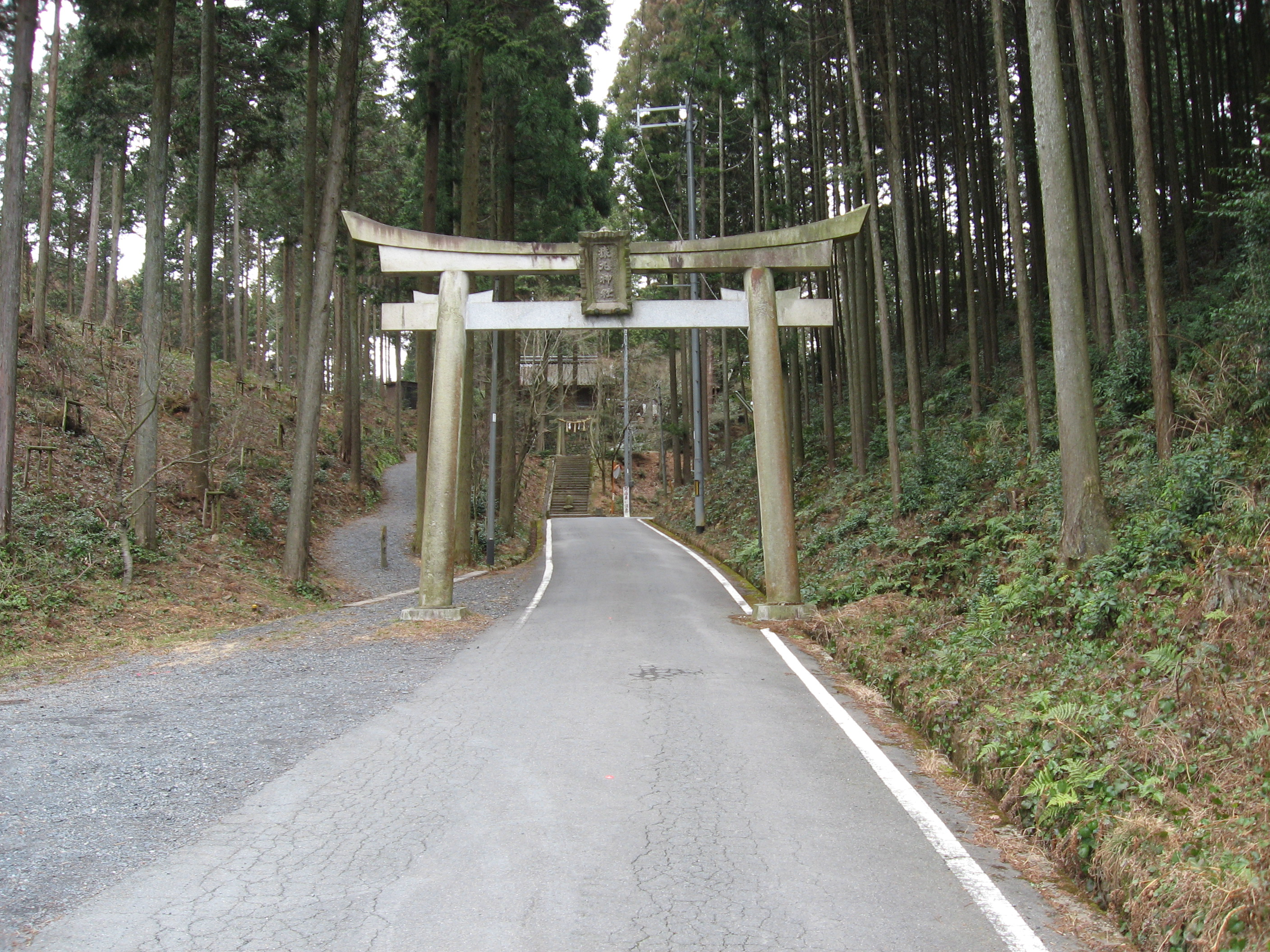
鳥居と参道

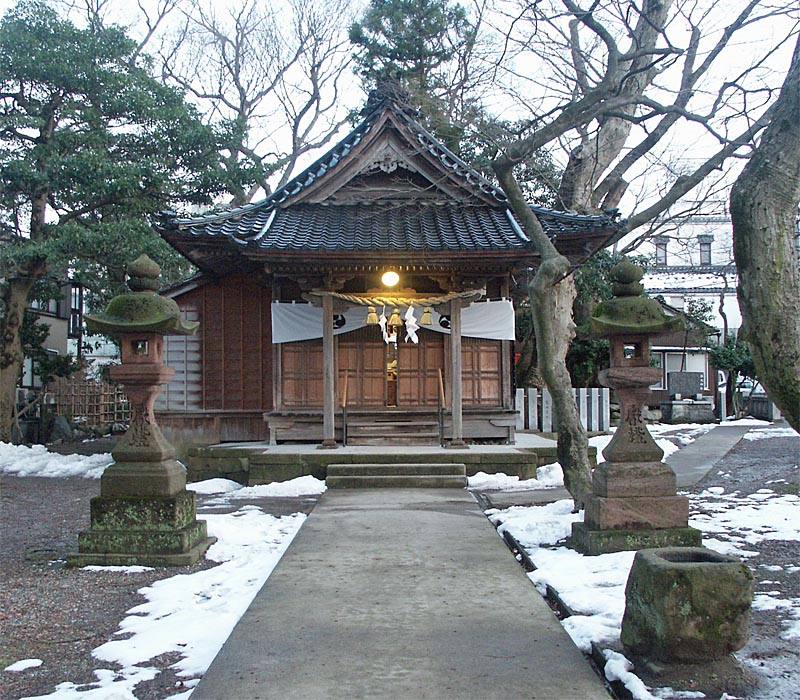
石川県金沢市の猿丸神社

井沢元彦が江戸川乱歩賞を受賞した小説、『猿丸幻視行』の舞台であり、この小説を読んで来る人もいる。

## アクセス
- JR奈良線宇治駅・京阪宇治駅・近鉄新田辺駅より京都京阪バスの宇治田原町方面の便（維中前・緑苑坂・工業団地・奥山田正寿院口行き）に乗車し、長山口停留所より北東へ徒歩37分（維中前止りの便の場合は同停留所より徒歩45分）。維中前停留所にはタクシーが待機していることが多く、待機していない場合も電話で呼び出しができる[4]。
  - 例祭の開催される毎月13日は、維中前停留所より臨時バスが運行される（1時間に1～2便）[5]。
  - 維中前停留所からは宇治田原町の町営バスも運行されている（1日5往復、運賃無料、全区間自由乗降、土日祝、お盆、年末年始などは運休）。「北ルート」にて終点の禅定寺停留所下車後、東へ徒歩10分[6]。

## 外部リンク

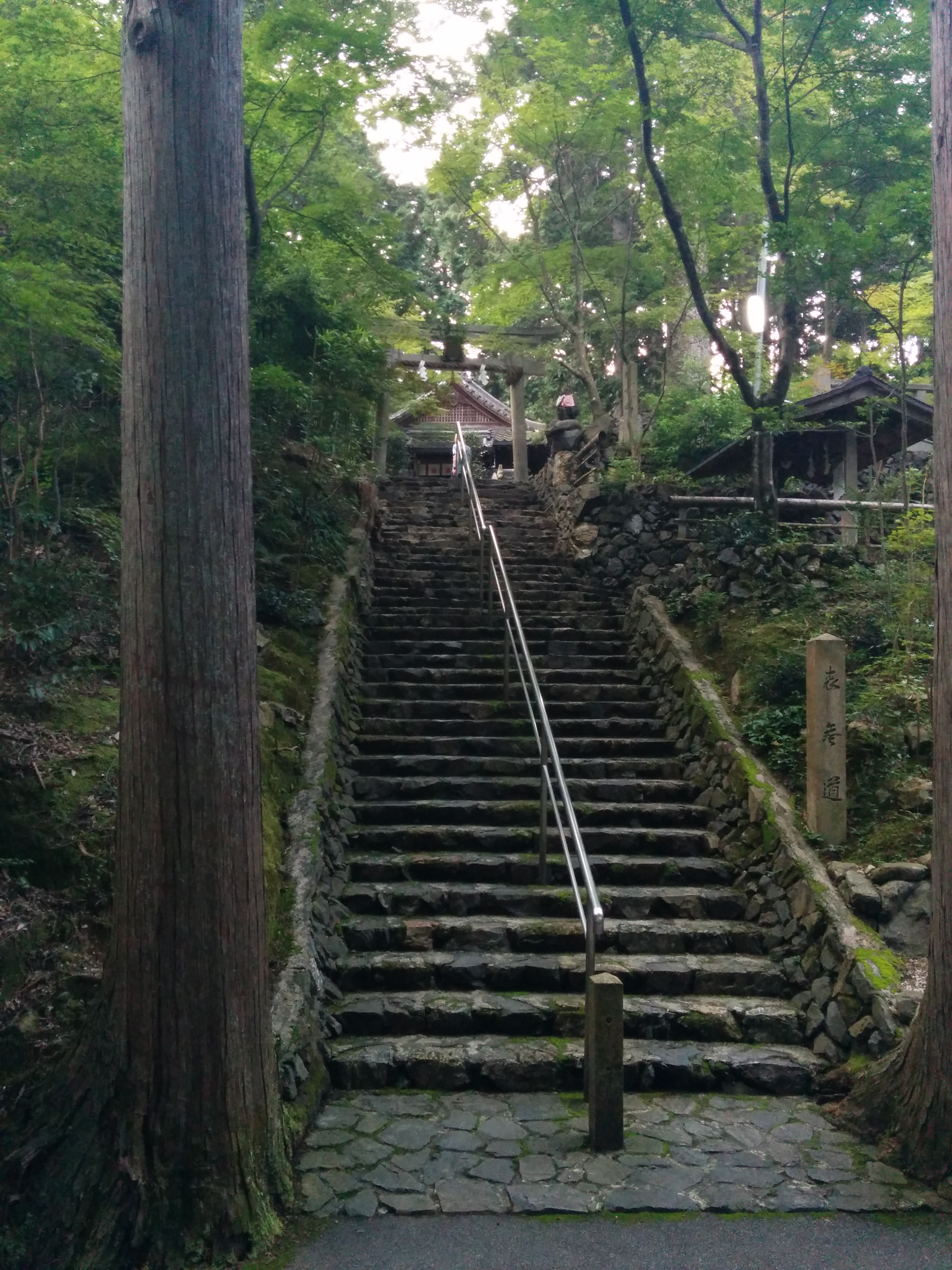
猿丸神社への長い階段